# 대장동 (성남시)
대장동(大庄洞{大荘洞})은 성남시 분당구의 법정동이다.

## 마을
- 남서울파크힐 : 남서울컨트리클럽에서 유휴 보전녹지를 개발한 게이티드 커뮤니티이다.[1] 하산운동과 대장동에 걸쳐있다.
- 성남판교대장도시개발사업 지구(판교대장지구): 최근에 시가지로 개발된 곳이다. 서판교터널 판교대장로나 두밀로를 지나 하산운동을 거쳐 운중동으로 갈 수 있고, 대장동입구를 거쳐 고기교를 건너 고기동으로 갈 수 있다. 대장동 개발 논란이 터진 곳이다.
- 벌장투리 마을 : 고기동과 동막천 건너 대장2교로 이어진 마을이다.